# Tomasz Lisowski
Pour les articles homonymes, voir Lisowski.
Tomasz Lisowski, né le 4 avril 1985 à Braniewo, est un footballeur polonais. Il est défenseur au Korona Kielce.

## Carrière
- 2003-2006 :  Amica Wronki
- 2006-2007 :  Górnik Łęczna
- 2007-2010 :  Widzew Łódź
- 2011- :  Korona Kielce

### En sélection
Il compte trois sélections avec la Pologne entre 2007 et 2008.